# Фаббри, Алисия
Алисия Фаббри (англ. Alicia Fabbri; род. 16 февраля 2003, Лаваль, Канада) — канадская фигуристка в танцах на льду, выступающая в паре с Полом Айером. Они — двукратные бронзовые призёры чемпионата Канады (2024, 2025), бронзовые призёры турнира серии «Челленджер» Мемориал Дениса Тена (2024).
По состоянию на 9 мая 2025 года танцевальная пара занимает 32-е место в рейтинге Международного союза конькобежцев (ИСУ).

## Биография
Алисия Фаббри родилась 16 февраля 2003 года в Лавале. Помимо катания на коньках, она любит кататься на лодке и бывать на свежем воздухе.

## Карьера

### Ранние годы
Алисия начала кататься на коньках в 2007 году. В 2014 году она начала соревноваться с Клаудио Пьетрантонио. Вместе они стали серебряными призёрами чемпионата Канады среди новисов в 2016 году. Их тренировали Жюльен Лалонд, Милен Жирар и Линн Маккей.
Сезон 2016/2017 Фаббри и Пьетрантонио открыли на турнире в Лейк-Плэсиде, став четвёртыми. В сентябре пара дебютировала на юниорских этапах Гран-при. В Саранске канадский дуэт стал четвёртым, а в Дрездене шестым. На чемпионате Канады Алисия и Клаудио вошли в топ-5.
В следующем сезоне Фаббри и Пьетрантонио заняли пятое место на Гран-при в Латвии. На чемпионате Канады Алисия и Клаудио вошли в топ-5. Через месяц пара выиграла свою первую международную медаль, став бронзовыми призёрами на итальянском этапе Гран-при. На чемпионате Канады Алисия и Клаудио вошли в топ-5. На юниорском чемпионате Канады Алисия и Клаудио стали седьмыми. На чемпионате Канады Алисия и Клаудио вошли в топ-5. После этого пара прекратила своё существование.

### 2018/2019: первый сезон с Полом Айером
Алисия встала в пару с Полом Айером. Новый дуэт получил два этапа на юниорской серии Гран-при. Сначала они стали четвёртыми в Словакии, а на втором турнире седьмыми в Словении.
На юниорском чемпионате Канады пара выиграла серебряную медаль, уступив только Маржори Лажуа и Закари Лаге. Они вошли в состав канадской сборной на юниорский чемпионат мира, который пройдёт в Загребе. В феврале 2019 года пара выступила на Bavarian Open 2019 Фаббри/Айер, где взяли серебро, вновь уступив Маржори и Закари.
На первенстве мира среди юниоров они были тринадцатыми после ритм-танца, но в произвольном танце они стали восьмыми, что позволило им отыграть пару позиций и занять итоговое девятое место. В сочетании с первым местом Лажуа / Лаги их место позволило Канаде получить три места в танцах на льду на следующий чемпионат мира.

### 2019/2020: переход во взрослые, смена тренерской группы
В новом сезоне пара должна была перейти на взрослый уровень. В июле 2019 года Алисия и Пол покинули тренера Жюльена Лалонда, чтобы тренироваться с Мари-Франс Дюбрей, Патрисом Лозоном и Роменом Агеноэром в Монреале. Они дебютировали на международной арене среди взрослых на турнире серии «Челленджер» Warsaw Cup, где заняли шестое место с личными рекордами во всех сегментах. На чемпионате Канады дуэт стал шестым.

### 2020/2021: пандемия
Алисия и Пол должны были дебютировать на этапе Гран-при Skate Canada, но соревнования были отменены из пандемии COVID-19.
Поскольку пандемия по-прежнему затрудняет проведение личных соревнований, Фаббри / Айер участвовали в виртуальных внутренних соревнованиях, заняв пятое место на Skate Canada Challenge. Этот результат позволил бы им участвовать в чемпионате Канады 2021 года , но он был отменен из-за пандемии.

### 2021/2022
После почти двухлетнего отсутствия канадская пара вернулась на международные соревнования. Алисия и Пол выступили на турнире серии «Челленджер» Lombardia Trophy, где заняли двенадцатое место. На чемпионате Канады, который прошёл в пузыре из-за Омикрона пара упала на последних секундах ритм-танца, что не позволило им подняться выше седьмого места.

### 2022/2023: дебют на Гран-при, травма
Skate Canada впервые в преддверии нового сезона включила Алисию и Пола в состав взрослой национальной сборной. Их первым стартом в новом сезоне стал «Челленджер» Budapest Trophy, где они впервые в карьере получили 70 баллов за ритм-танец. В итоговом протоколе канадский дуэт занял четвертое место. Айер сказал, что они «действительно хорошо выступили в ритм-танце и нашли общий язык с толпой», хотя и винили себя за ошибку в произвольном танце.
Затем паре наконец-то удалось дебютировать на этапах Гран-при. Алисия и Пол выступили на MK John Wilson Trophy, где заняли восьмое место. На этом турнире Пол на тренировке вывихнул плечо. Пара смогла завершить соревнование, внеся изменения в свою программу, но впоследствии было установлено, что ему требуется операция. В результате они отказались от участия в чемпионате Канады.

### 2023/2024: бронза чемпионата Канады

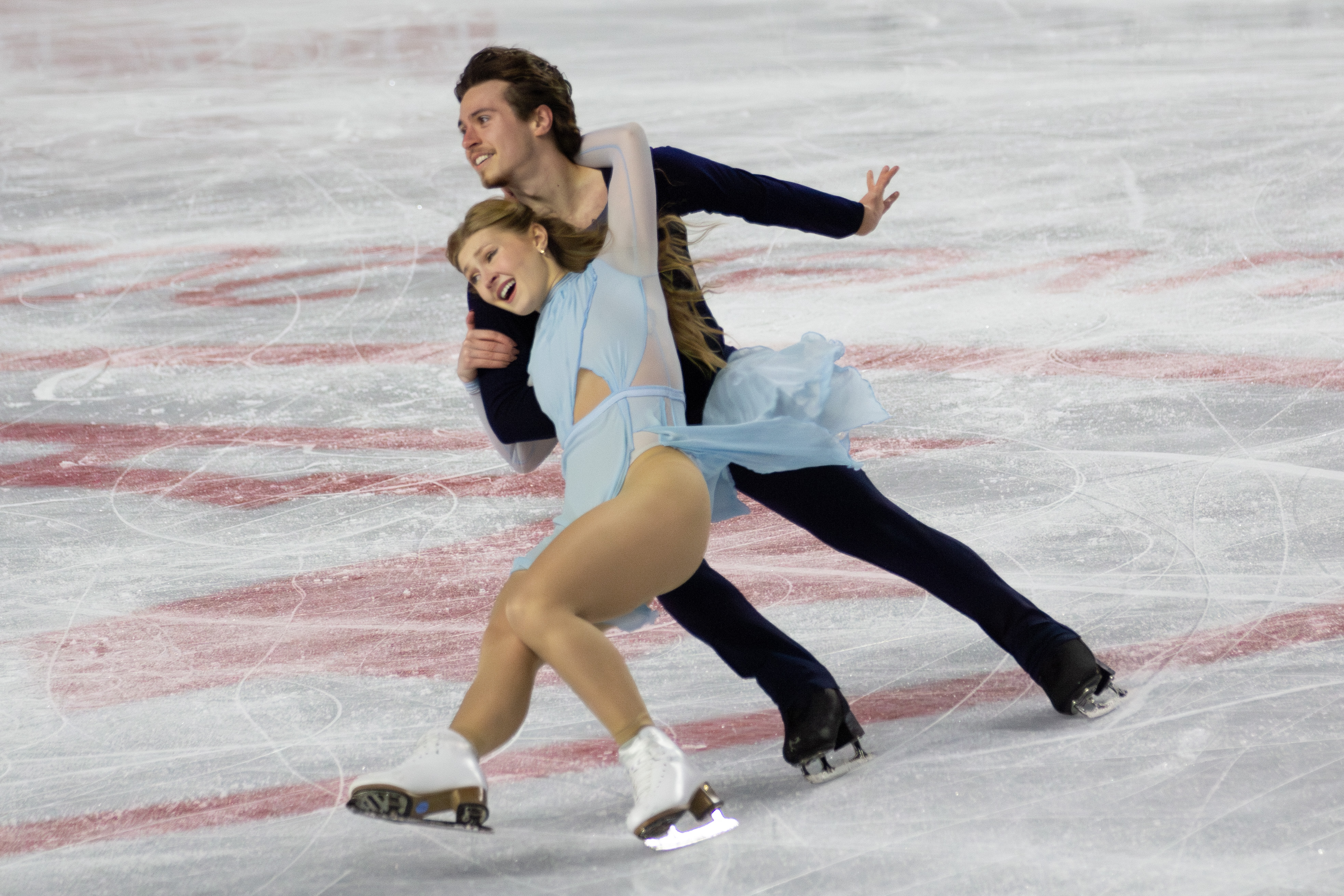
Алисия и Пол на Skate Canada (2023)

После выздоровления Айера дуэт вернулся на соревнования, начав сезон на турнире Nebelhorn Trophy, заняв девятое место. В октябре канадская пара выступила на домашнем этапе Гран-при, став в итоговой таблице седьмыми, но при этом обновив новые личные рекорды в произвольном танце и по общей сумме баллов.
Фаббри / Айер выиграли серебряную медаль на Skate Canada Challenge, который был финальным отборочном турниром на национальный чемпионат. В преддверии чемпионата действующие серебряные медалисты Маржори Лажуа и Закари Лага отказались от участия из-за того, что Лажуа вступила в протокол с сотрясением мозга, в то время как действующие чемпионы Лоранс Фурнье-Бодри и Николай Сёренсен отказались от участия после того, как выяснилось, что Николай находится под следствием по обвинению в сексуальном насилии. Таким образом, дорога на подиум считалось более открытой, чем это было в последние годы. Алисии и Полу удалось воспользоваться этим шансом и они впервые поднялись на подиум национального чемпионата, став бронзовыми призёрами турнира. Завершила сезон пара на турнире в Голландии Challenge Cup, где они впервые выиграли международную медаль, заняв третье место.

### 2024/2025: вторая бронза чемпионата Канады, дебют на чемпионате мира
Алисия и Пол начали свой сезон с шестого места на турнире в Лейк-Плесид. В начале октября они выступили на турнире серии «Челленджер» Мемориал Дениса Тена. В Казахстане они выиграли ритм-танец, а на следующий день стали третьими в произвольном танце, что принесло им итоговую бронзовую медаль. Это была первая медаль Фаббри и Айера на турнирах данной категории. Фаббри  впоследствии сказала, что их «цель всегда заключается в том, чтобы сосредоточиться на соревновании, на себе и на том, чтобы стать лучше, чем мы были вчера. Когда нам вручают медаль в конце, это ещё лучше, но это не было главным фокусом».
Через две недели канадский дуэт выступал на этапе Гран-при Skate America, где они оказались по замене. После первого дня соревнований они шли четвёртыми. В произвольном танце Алисия упала при выполнении серии твизлов, в результате чего они опустились на последнее место в турнирной таблице. Неделю спустя они соревновались на домашнем этапе, где заняли восьмое место . В ноябре канадский дуэт выступил на ещё одном «Челленджере», заняв четвёртое место на Tallinn Trophy, установив новые личные рекорды во всех сегментах соревнований.
Фаббри и Айер приехали на чемпионат Канады как потенциальные претенденты на бронзовую медаль. Они были третьими в ритм-танце с результатом 78,53 балла, на 0,44 балла опередив своих коллег из монреальской академии Лорьо / Ле Гак. Они также были третьими в произвольном танце, с большим отрывом от четвёртого места, во второй раз поднявшись на национальный пьедестал. Дебютный чемпионат четырёх континентов сложился для пары неудачно. Пол упал в ритм-танце при выполнении дорожки шагов и пара откатилась на десятое место. В произвольном танце им удалось отыграть одну позицию и в итоге они стали девятыми. На своём первом чемпионате мира в Бостоне Алисии и Полу удалось попасть в произвольный танец. В итоговом протоколе они заняли двадцатое место.

## Программы
(с П.Айером)
| Сезон     | Ритм-танец | Произвольный танец | Показательные номера                                                       |
| --------- | --- | --- | -------------------------------------------------------------------------- |

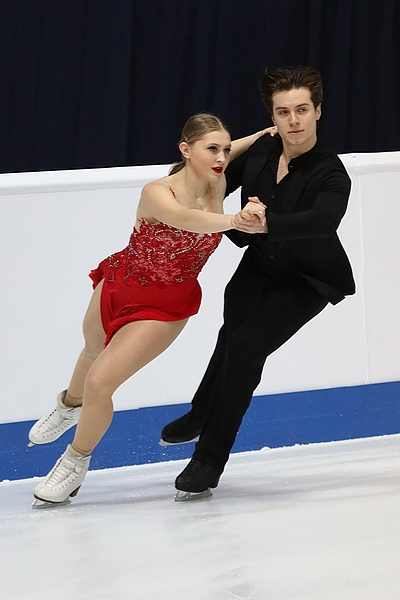
Алисия и Пол в 2019 году

| 2024/2025 | - Jailhouse Rock - Suspicious Minds - Blue Suede Shoes Элвис Пресли хореография: Мари-Франс Дюбрей                                                                                 | - It's a Man's Man's Man's World Джеймс Браун - You Don't Own Me в исполнении Бренны Уитакер хореография: Закари Донохью                                | - Barbie Girl Aqua - I'm Just Ken Райан Гослинг - Dance the Night Дуа Липа |
| 2023/2024 | - Back in Black - Hells Bells - You Shook Me All Night Long AC/DC хореография: Закари Донохью                                                                                      | - Someone You Loved Льюис Капальди - You Who Will Fill My Life Карл Хьюго - Someone You Loved Льюис Капальди хореография: Мари-Франс Дюбрей             | - Бурлеск Кристина Агилера хореография: Ромен Агеноэр                      |
| 2022/2023 | - Сальса: Cuba 2012 - Румба: Represent, Cuba Orishas ft. Хизер Хедли хореография: Ромен Агеноэр                                                                                    | - Someone You Loved Льюис Капальди - You Who Will Fill My Life Карл Хьюго - Someone You Loved Льюис Капальди хореография: Мари-Франс Дюбрей             |                                                                            |
| 2021/2022 | - Регги: Mi Gente Джей Бальвин, Уилли Уильям, Бейонсе - Блюз: Partition Бейонсе хореография: Мари-Франс Дюбрей, Ромен Агеноэр                                                      | - Self Portrait - The Floating Bed - Alcoba Azul - Solo Tu (из фильма «Фрида») Эллиот Голденталь хореография: Ромен Агеноэр                             |                                                                            |
| 2020/2021 | - Квикстеп: Show Me How You Burlesque (из фильма «Бурлеск») в исполнении Кристины Агилеры - Welcome to Burlesque (из фильма «Бурлеск») в исполнении Шер хореография: Ромен Агеноэр | - Self Portrait - The Floating Bed - Alcoba Azul (из фильма «Фрида») Эллиот Голденталь хореография: Ромен Агеноэр                                       |                                                                            |
| 2019/2020 | - Big Spender - If My Friends Could See Me Now (из мюзикла «Милая Чарити») хореография: Ромен Агеноэр                                                                              | - The Way I Do Bishop Briggs - Never Tear Us Apart Bishop Briggs хореография: Ромен Агеноэр                                                             |                                                                            |
| 2018/2019 | - Танго: A Evaristo Carriego Эдуардо Ровира - Танго: Obertuna Forever Tango хореография: Милен Жирар                                                                               | - Quand on n'a que l'amour Жак Брель - Composition Карл Хьюго - Quand on n'a que l'amour Жак Брель в исполнении Пьера Лапуэнта хореография: Милен Жирар |                                                                            |

## Спортивные достижения

### с Полом Айером
| Соревнования                          | 18/19         | 19/20         | 20/21         | 21/22         | 22/23         | 23/24         | 24/25         |
| Международные                         | Международные | Международные | Международные | Международные | Международные | Международные | Международные |
| ------------------------------------- | ------------- | ------------- | ------------- | ------------- | ------------- | ------------- | ------------- |
| Чемпионаты мира                       |               |               |               |               |               |               | 20            |
| Чемпионаты четырёх континентов        |               |               |               |               |               |               | 9             |
| Этапы Гран-при: Skate Canada          |               |               |               |               |               | 7             | 8             |
| Этапы Гран-при: Skate America         |               |               |               |               |               |               | 10            |
| Этапы Гран-при: MK John Wilson Trophy |               |               |               |               | 8             |               |               |
| CS Nebelhorn Trophy                   |               |               |               |               |               | 9             |               |
| CS Мемориал Дениса Тена               |               |               |               |               |               |               | 3             |
| CS Tallinn Trophy                     |               |               |               |               |               |               | 4             |
| CS Cup of Austria                     |               |               |               | 5             |               |               |               |
| CS Budapest Trophy                    |               |               |               |               | 4             |               |               |
| CS Lombardia Trophy                   |               |               |               | 12            |               |               |               |
| CS Warsaw Cup                         |               | 6             |               |               |               |               |               |
| Challenge Cup                         |               |               |               |               |               | 3             |               |
| Lake Placid Ice Dance International   |               |               |               |               |               |               | 6             |
| Международные: юниоры                 |               |               |               |               |               |               |               |
| Чемпионаты мира среди юниоров         | 9             |               |               |               |               |               |               |
| Гран-при Словакии                     | 4             |               |               |               |               |               |               |
| Гран-при Словении                     | 7             |               |               |               |               |               |               |
| Bavarian Open                         | 2             |               |               |               |               |               |               |
| Национальные                          |               |               |               |               |               |               |               |
| Чемпионаты Канады                     |               | 6             |               | 7             | WD            | 3             | 3             |
| Чемпионаты Канады среди юниоров       | 2             |               |               |               |               |               |               |